# 沃佳內-1
參數所指定的目標頁面不存在，建議更正成存在頁面或直接建立下列一個頁面（建立前請先搜尋是否有合適的存在頁面可以取代）：
- 沃佳內

48°48′22″N 36°31′31″E / 48.80611°N 36.52528°E
沃佳內（烏克蘭語：Водяне）是位於烏克蘭東部的村莊，由哈爾科夫州洛佐瓦區布利茲紐基市鎮的盧卡希夫卡村委會負責管轄。該村的烏克蘭領土行政分類碼是6320684003，並始建於1925年，面積0.22平方公里，海拔高度145米，2001年人口86，人口密度每平方公里390.9人。
由於在同一村委會中，罕有地有兩座同名的村莊，故這村為了分辨也被稱為 "沃佳內-1"，避免與沃佳內-2混淆。